# Thunbergia natalensis
Thunbergia natalensis is een plant uit de familie Acanthaceae. De soort komt voor in het oostelijk deel van Zuid-Afrika en is vernoemd naar de provincie Natal (nu KwaZoeloe-Natal). De Afrikaanse naam is dwergthunbergia. Ze kan tot 1 meter hoog groeien. De bladeren zijn eirond tot elliptisch en staan tegenover elkaar op de stengels. Ze zijn 5 tot 10 cm lang en kunnen gekarteld zijn.
Het is een snelgroeiende plant met grote bloemen die als sierplant gehouden wordt. Ze bloeit de ganse zomer met grote hemelsblauwe tot violette, vijflobbige bloemen die naar het midden bleker worden.
De wetenschappelijke beschrijving van de soort uit 1858 door William Jackson Hooker had betrekking op planten die in de serres van Kew Gardens waren gekweekt met zaden afkomstig uit Natal.